# WWE One Night Stand
One Night Stand a fost un eveniment pay-per-view anual de wrestling organizat de federația World Wrestling Entertainment. La primele două ediții ale ppv-ului au participat wrestleri din fosta federație Extreme Championship Wrestling, pe care WWE a cumpărat-o, fiind promovate sub însemnele ECW. Ediția din 2005 a avut ca participanți exclusiv wrestleri din fosta federație. Ediția din 2006 a marcat debutul propriei divizii ECW a WWE, urmând ca în 2007 la eveniment să participe wrestleri din toate cele trei divizii ale WWE (RAW, SmackDown!, WWE ECW). Ultima editie a fost in 2008, dupa ce a fost inlocuit de Extreme Rules.

## 2008
One Night Stand 2008 a avut loc la 1 iunie 2008, evenimentul fiind găzduit de San Diego Sports Arena din San Diego, California.
- Jeff Hardy l-a învins pe Umaga într-un Falls count anywere match
  - Jeff a câștigat prin pinfall după aplicarea unui swanton bomb de pe un camion din parcare
- The Big Show i-a învins pe Chavo Guerrero, CM Punk, John Morrison și Tommy Dreamer într-un Singapore Cane match
  - Big Show a câștigat prin pinfall după ce l-a lovit pe Dreamer cu o bâtă în cap
- John Cena l-a învins pe John "Bradshaw" Layfield într-un First blood match
  - JBL a sângerat după ce Cena i-a aplicat un STFU cu un lanț în jurul gâtului
- Beth Phoenix a învins-o pe Melina într-un "I Quit" match
  - Melina a cedat după ce Beth i-a aplicat un glam slam
- Batista l-a învins pe Shawn Michaels într-un Stretcher match
  - Batista l-a pus pe Michaels pe targă după aplicarea unui spinebuster pe treptele de oțel
- Triple H (c) l-a învins pe Randy Orton într-un Last man standing match păstrându-și titlul WWE Championship
  - Orton nu a putut să se ridice până la 10 după ce a fost lovit în cap cu barosul
- Edge l-a învins pe The Undertaker într-un TLC match câștigând titlul vacant WWE World Heavyweight Championship
  - Edge a luat centura ce atârna deasupra ringului
  - În urma înfrângerii Undertaker trebuie să plece din WWE